# República Popular do Congo
A República Popular do Congo (em francês: République Populaire du Congo) foi um estado socialista auto-declarado marxista-leninista que foi criado em 1969 na República do Congo. Liderado pelo Partido Congolês do Trabalho (em francês: Parti Congolais du travail, PCT), que existiu até 1991, quando o país foi renomeado e o governo do PCT foi eliminado em meio à onda de reformas multipartidárias que varreram a África no início da década de 1990.

## História
A República Popular do Congo foi proclamada em Brazavile, após um golpe de Estado bem sucedido organizado por militantes de esquerda que derrubaram o governo anterior. Marien Ngouabi foi instalado como chefe de Estado e introduziu uma série de políticas comunistas — como a nacionalização dos meios de produção — dois anos após o golpe. Após a abolição da assembleia nacional, Ngouabi formou um partido marxista-leninista conhecido como o Partido Congolês do Trabalho (PCT), que foi o partido único do novo Estado. No entanto, Ngouabi foi assassinado em 1977.
Como os outros estados comunistas africanos, República Popular do Congo compartilhou laços estreitos com a União Soviética. Esta associação se manteve forte após o assassinato de Ngouabi em 1977. No entanto, o governo do PCT também manteve uma relação estreita com a França.
Em meados de 1991, a Conferência Nacional Soberana retirou a palavra populaire ("Popular") do nome oficial do país, ao mesmo tempo, substituindo a bandeira e o hino que a nação havia utilizado durante o governo do PCT. A Conferência Nacional Soberana encerrou o governo PCT, com a nomeação de um primeiro-ministro de transição, André Milongo, que foi investido com poderes executivos. O presidente Denis Sassou Nguesso foi autorizado a permanecer no cargo em caráter cerimonial durante o período de transição.